# 戰極
戰極，是一個由日本的混合武術格鬥協會，旗下所屬的公司World Victory Road (WVR)所主導的職業MMA賽事。目前在日本的富士電視台，和美國當地的有線電視頻道都有轉播戰極的比賽。戰極和DREAM格鬥賽是目前日本國內，水準最高的兩個職業MMA聯盟。

## 概要
戰極的比賽在一開始舉行的時候，就獲得高度的重視。日本的富士電視台在戰極還處於籌備階段時，就和WVR簽訂了轉播合約。這是既2006年富士電視台停止轉播PRIDE格鬥錦標賽之後，第二度在電視上轉播職業MMA比賽。
2008年的3月5日，WVR在日本的國立代代木競技場，舉辦了戰極的旗揚戰：Sengoku Vanguard。這場比賽吸引了15,000名的觀眾前來觀賽。

## 外部連結
- 戰極官方網站